# Orphelinat
Pour les articles homonymes, voir Orphelinat (homonymie).
 (décembre 2016).
Un orphelinat est à l'origine un lieu d'accueil pour les orphelins, les individus mineurs sans parents ou responsables légaux.
Les orphelinats étaient autrefois très répandus en occident. Ils étaient souvent gérés par des congrégations religieuses.

## Missions et raisons d'être des orphelinats
Les orphelinats ont pour but d'élever, d'instruire, de préserver physiquement et moralement les individus mineurs. 
Ils accueillent les orphelins et les enfants placés sur décision de justice pour leur sécurité, dans le cadre où les parents sont jugés inaptes. Dans certaines région du monde, comme en Angola, les enfants sont aussi abandonnés par superstition.
Les raisons principales du placement d'un enfant en orphelinat est la mort de ses parents. Les ruptures familiales, les problèmes de santé, l'addiction à la drogue, les handicaps, le manque de services sociaux, la pauvreté ou l'incarcération des parents peuvent augmenter le taux de placement en orphelinats.

## L'orphelinat dans l'histoire de France

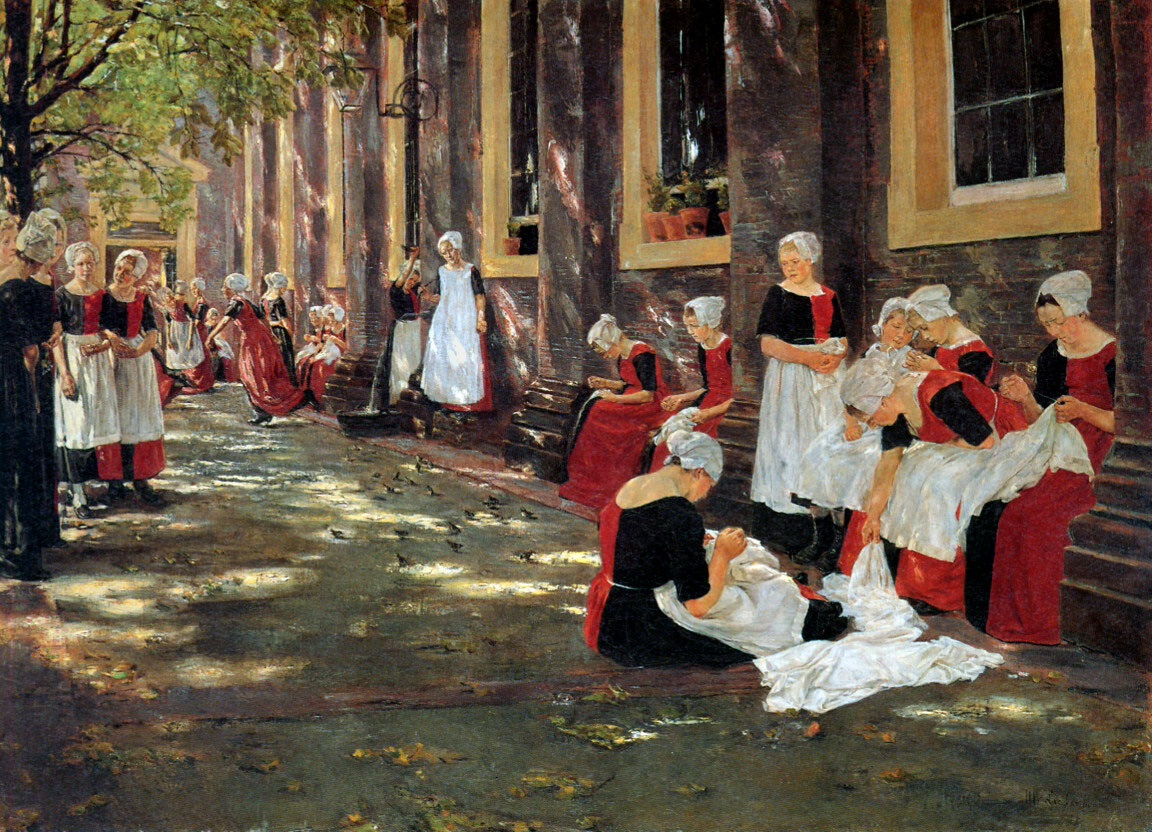
Récréation à l'orphelinat d'Amsterdam, de Max Liebermann (1881).

### Les orphelinats auXIXesièclesiècle
Le terme « orphelinat » au XIXe siècle se révèle ambivalent par une approche du mineur défavorisé et non particulièrement de l'orphelin. Les orphelins étaient plutôt destinés aux asiles, ouvroirs, patronages, maisons des sœurs de Saint-Vincent-de-Paul, ainsi qu'à d'autres dispositifs analogues. L'orphelinat se dissocie des maisons de charité et de l'Hôtel-Dieu en ne dépendant pas du clergé. Appuyés par les dons, les legs, et les assistances, les orphelinats étaient des structures coûteuses qui permettaient de soulager ou de se substituer aux hospices où les enfants trouvés étaient placés lorsqu'il n'y avait pas de famille pour les recueillir.  

#### L'abondance des enfants trouvés
Sous la Restauration, le nombre d'enfants trouvés, ainsi que les indigents et les malades, augmentait. Les tours d'abandon (structures souvent accolées aux hospices pour y déposer des nouveau-nés en tout anonymat) furent à leur apogée vers 1830 avec 251 dispositifs en France; puis ils furent supprimés en 1862 pour des questions éthiques, et remplacés par des bureaux ouverts à l'intérieur des hospices.   
L'exemple de hôpital Saint-Nicolas de Metz est révélateur : sur l'année 1807, la structure comptait 252 orphelins et 168 enfants trouvés, en 1814, 269 orphelins et 322 enfants trouvés et en 1832, 825 enfants trouvés. Par la suite, une œuvre de Charité fut créée par les époux Hollandre-Piquemal pour désengorger l'hôpital. L'orphelinat Sainte-Constance fut construit en 1852 pour leur fille pour accueillir au maximum 100 jeunes filles jusqu'à leur majorité, l'éducation fut confiée aux sœurs de la société de Saint Vincent de Paul. 
En mars 1832, une épidémie de choléra s'est propagée en France faisant environ 100 000 décès. Avec près de 19 000 victimes à Marseille, le nombre d'orphelins en hausse, Monseigneur de Mazenod alla au secours des filles ayant perdu leurs parents lors de l'épidémie. Eugène de Mazenod confia son œuvre à l'abbé Fissiaux sous le nom de l'orphelinat du Choléra, renommé Chanterelle en 1965.
En 1889, voyant que les instituts ne désemplissent pas malgré la mise en place de structures, Nancy récupéra des locaux pour pallier la surcharge de l'hospice Saint-Stanislas où la solution consistait à placer les enfants dans les locaux d’un ancien séminaire de jésuites situé près de la porte Saint-Nicolas sous le nom d’orphelinat Saint-Stanislas.

#### L'orphelinat suivant la révolution industrielle
À la suite de la Révolution, l'État est déclaré responsable de l'éducation des enfants abandonnés et des orphelins, il sollicite le placement des orphelins pour limiter leur prise en charge. Mais les instituts se développent en parallèle de la révolution industrielle, ce qui correspond à la recrudescence des enfants abandonnés lié à la misère sociale, au déracinement des populations se rapprochant des usines et des naissances hors mariage. Des orphelinats dits « manufacturiers » ou « industriels » financés par les chefs d'entreprise étaient souvent associés aux usines. Ressemblant à un pensionnat, ce genre d'orphelinat avait des fins mercantiles sous la forme d'un apprentissage de l'enfant. D'autres établissements voyaient dans l'apprentissage un procédé d'insertion de l'enfant dans le monde du travail, les Orphelins apprentis d'Auteuil, fondé en 1866, avaient pour ambition de recueillir les enfants abandonnés, mendiants ou vagabonds, pour leur fournir une éducation adaptée, ils furent alors sous la tutelle du Ministère de l'Intérieur et de l'évêché de Paris. 
Certains investisseurs fondaient, à leur profit, des orphelinats comme source de main d’œuvre peu coûteuse. L'exploitation de l'enfant fut souvent décriée pour ses abus, des patrons réagissaient en assurant que leur industrie tenait de cette emploi infantile. Des cas représentatifs d'exploitation dans le domaine de la verrerie montrent les stigmates de la maltraitance dont les responsables usaient sur leurs employés mineurs:
«Dans une verrerie du Nord, j’interroge un gamin porteur de bouteilles. L’enfant a reçu un coup de canne de verrier sous l’œil. Son crâne et sa mâchoire portant l’empreinte d’une triste hérédité et tel qu’il est, il semble bien le dernier échelon d’une longue génération d’exploités.» Jules Grandjouan, militant syndicaliste et antimilitariste (1875-1968).
Le militant anarcho-syndicaliste Charles Delzant dénonçait régulièrement les abus de l'abbé Santol, dans le dernier tiers du siècle, qui profitait des demandes des verriers, des artisans, des agriculteurs et des industriels pour apporter des enfants trouvés et des orphelins en main d’œuvre. La ressource parisienne manquant, Joseph Santol souhaitait importer des enfants d'autres régions et autres pays pour satisfaire aux demandes des patrons. Le trafic prit de l'envergure, des milliers d'enfants furent envoyés dans les usines et logèrent dans les orphelinats industriels.
Les lois sur l'enfance du 22 mars 1841 et du 19 mai 1874 furent difficilement respectées par les établissements de bienfaisance qui jouaient de leur statut et leur discrétion pour éviter les contentieux. Mais le XIXe siècle voit une amélioration dans la considération de l'enfant lié à son taux de mortalité en baisse après 1 an, à l'utilisation du tutoiement, de son approche dans les littératures, les études comportementales et la philosophie, etc. Les établissements profitant de la main d'œuvre infantile furent sujets aux critiques. La fin du XIXe siècle et le début du XXe siècle reposaient sur les dénonciations des syndicats contre ses exploitations, et les procès contre les exploitations des enfants d'orphelinats se multiplièrent.

## Orphelinats dans le monde
Les orphelinats sont particulièrement présents dans les régions avec une très forte pauvreté, un système social et médical peu développé.
En 2017, l'UNICEF estimait qu'au moins 2,7 millions d'enfants vivaient en orphelinats dans le monde. L'organisation explique que l'étude est faite à partir de données issues de 140 pays, dont la plupart n'ont pas de système efficace de recensement des orphelins du fait de l'absence d'un système social ou de leur sous-développement. L'UNICEF détaille ses statistiques en annonçant que l'Europe centrale et orientale a le taux le plus élevé au monde d'orphelins avec 666 sur 100 000 enfants vivant en orphelinats.  

### Planning familial et orphelinat
Il existe des orphelinats partout dans le monde, car l'abandon des enfants est souvent dû à des situations sociales et/ou économiques difficiles pour les parents. L'accès à l'avortement et aux méthodes de contraceptions a une influence sur le nombre d'orphelinats ainsi que sur les conditions d'accueil des enfants. Par exemple, en 1989, plus de 170 000 enfants ont été retrouvés dans les orphelinats de Roumanie. Cette surpopulation est directement liée à l'interdiction d'avorter. Par conséquent, les conditions de vie dans ces établissements s'étaient dégradées.

## Controverses
Que ce soit dans la culture ou dans les médias, les orphelinats ont souvent mauvaise réputation, à cause d'abus ou de leurs ethos jugés malhonnêtes. La maltraitance perpétrée par les religieuses des Nazareth Houses au Royaume-Uni ou encore le scandale de 2018 où l'infirmière Margaret Rutodes découvre les agressions sexuelles sur les jeunes filles de douze et quatorze ans par Gregory Dow, le directeur d'un orphelinat au Kenya où les victimes vivaient, en sont des exemples.

### Les boîtes à bébé
En 2019, les orphelinats sont mis en avant avec leurs usages des boîtes à bébé, notamment avec le reportage de l'AFP sur la boîte à bébé dans l'un des orphelinats de Johannesburg. À la notion d'anonymat des parents s'ajoute celle de la sécurité des bébés abandonnés, que la boîte permettrait d'assurer. Néanmoins, celle-ci pose des problèmes de droit, comme le souligne l'ONU qui s'est positionnée contre ce dispositif en 2012, car l'organisation estime la possibilité de retrouver ses origines est un droit inaliénable de l'enfant. Cependant, l'accouchement sous X est toléré. Malgré ce positionnement de l'ONU, des orphelinats en Corée du Sud ou encore au Japon sont équipées de ces chambres. En Allemagne, les autorités fédérales se rangent du côté de l'ONU en 2013 en légalisant l'accouchement sous X, rendant les boîtes à bébé illégales. La décision ne fait pas l'unanimité. En France, il n'existe pas de boîte à bébé, notamment du fait de l'absence d'orphelinat à proprement parler, la prévention et la possibilité d'accoucher sous X.

### Volontariat
Tous les orphelinats ne sont pas des structures honnêtes, comme le rappelle l'UNICEF concernant le volontariat dans les orphelinats en Asie du Sud. L'organisation donne l'exemple de l'élan de générosité à la suite du tremblement de terre du Népal en 2015 où les structures d'accueil malhonnêtes jouaient sur l'absence total de famille et de ressources des enfants. Or 85% des enfants dans les orphelinats népalais avaient au moins un parent en vie. Dans beaucoup de cas, les enfants sont séparés de leur famille pour attirer le volontariat payant et les donations. Il s'agit d'une pratique aussi illégale que dangereuse pour le bien-être de l'enfant. 

### Scandale de l'Orphelinat de Jersey
Dans d'autres cas, les médias révèlent des situations d'abus, comme en 2007 où une enquête est ouverte sur l'Orphelinat de Jersey, après la découverte de restes humains. Environ 160 enfants ont été maltraités physiquement et/ou sexuellement entre 1950 et 1986,. L'affaire éclate en 2008 mais fut souvent étouffée depuis par les autorités britanniques, pour maintenir la réputation de l'île, qui est un paradis fiscal.

## La fin des orphelinats
Du fait des drames qui prennent places dans les orphelinats ainsi que des troubles que les enfants peuvent subir (comportement, psychologiques, peu de perspectives professionnelles), la tendance est à l'abandon du système des orphelinats. Ceux-ci sont encore largement utilisés dans le monde. Les grandes organisations mondiales encouragent la réduction de leurs usages via le développement des services sociaux et médicaux et la prévention. L'objectif est de réduire les séparations familiales et privilégier les foyers d'accueil. 

### En France
Les orphelinats ont progressivement changé de forme et ne comportaient plus uniquement d'enfants abandonnés ou d'orphelins. Ils ont laissé leur place au foyers d'enfants dans le cadre de l'aide sociale à l'enfance. Les établissements dépendent désormais d'associations loi de 1901 ou directement du service public. Les mineurs, considérés en danger par le juge des enfants, sont placés en foyer sous le personnel comportant des éducateurs spécialisés, des surveillants et des accompagnateurs spécialisés. Les jeunes majeurs peuvent avoir le droit de profiter d'un accompagnement de l'ASE jusqu'à leurs 21 ans.

## Orphelinats pour animaux
Le terme d'orphelinat est aussi utilisé pour les lieux d'accueil d'animaux orphelins, comme l'Orphelinat Sheldrick au Kenya qui est spécialisé dans l'accueil d’éléphanteaux ou celui des rhinocéros dans la province de Limpopo en Afrique du Sud. 

## Les organismes historiques et les édifices
- Hôpital des Enfants-Trouvés
- Orphelinat Saint-Philippe
- Orphelinat mutualiste de la police nationale
- Foyer des PTT
- Ancien orphelinat des Choisinets (Lozère) créé en 1814 par Jean-Jacques Fayet (voir aussi le site http://www.choisinait.fr)

## Dans la culture
L'orphelinat est souvent représenté dans la culture, pour des œuvres anciennes comme récentes, dans la littérature, le cinéma et l'art.

### Cinéma et Télévision
Sur les écrans, l'orphelinat prend généralement deux formes: celui d'un lieu où les enfants sont malheureux comme dans Oliver Twist (2005) ou Annie (1999); ou bien un lieu dynamique où les enfants attendent comme dans Stuart Little (2000). Cependant, on retrouve souvent l'idée que le lieu est un endroit de transition où les personnages vivent des moments difficile (Emma Swan abandonnée par Pinocchio dans la série Once Upon a Time).
- Le Jeu de la dame, Scott Franck et Allan Scott, 2020.
- L’Orphelinat, Shahrbanoo Sadat, 2019.
- Ma vie de Courgette, Claude Barras, 2016.
- L'Orphelinat est un film espagnol de Juan Antonio Bayona sorti en 2008.
- Annie est une comédie musicale américaine de John Huston sortie en 1982.

### Littérature
Dans la littérature, l'orphelinat est présent aussi bien dans les œuvres classiques (Oliver Twist de Dickens, L'Orphelin de Maupassant) que dans les ouvrages récent populaires (Miss Pérégrine et les enfants particuliers de Ramson Riggs). 
En orient, le sujet de l'orphelinat est souvent mentionné, notamment dans les mangas, comme lieu où un personnage vive ou ai vécu dans un orphelinat (Timothy Hearst de D.Gray-Man et Emma dans The Promised Neverland).
- Les yeux perdus, Diego Agrimbau et Juan Manuel Tumburus, 2022.
- Cherub, Robert Muchamore, 2007.
- Le Jeu de la dame, Walter Trevis, 1983.
- Anne... la maison aux pignons verts est un roman écrit en 1908 par l'auteure canadienne Lucy Maud Montgomery.